# Гай Гарднер
Гай Дэррин Гарднер (англ. Guy Darrin Gardner) — супергерой вселенной DC Comics. Является одним из основных членов Корпуса Зеленых Фонарей и некоторое время (с конца 1980-х по середину 1990-х) являлся частью Лиги Справедливости.
Гарднер был в значительной степени адаптирован для медиа за пределами комиксов, в первую очередь в связи с Зелёными Фонарями. Джеймс Арнольд Тэйлор, Дидрих Бадер и Трой Бейкер озвучили персонажа в анимации. Мэттью Сеттл изобразил персонажа в пилотном телефильме «Лига справедливости Америки». Нейтан Филлион сыграл Гарднера в фильме Вселенной DC «Супермен», эту роль он собирается повторить во втором сезоне телесериала «Миротворец» и предстоящем телесериале «Фонари».

## История создания
Был создан Джоном Брумом и Гилом Кейном и впервые появился в Green Lantern vol. 2 #59 в марте 1968 года. Персонаж был назван в честь астронавта NASA Гая Гарднера. В 1980-х годах его характер был существенно изменен создателями Кейт Гиффен и Стивом Энглхартом, которые сделали его агрессивно-шовинистической пародией на «энергичного американского гражданина», в роли которого он и выступает до сих пор.

## Биография

### Ранние годы
Гай родился и вырос в Балтиморе, вместе со своими родителями, Роландом и Пегги Гарднер. Его отец был алкоголиком и постоянно избивал его. Гай старательно учился в школе, пытаясь получить одобрение отца, однако отец уделял все своё внимание лишь его старшему брату, Мейсу.
В течение подросткового возраста, Гай стал малолетним преступником. На путь истинный его вернул его брат, ныне офицер полиции, и Гай наконец пошел в колледж, получив там степень бакалавра по образованию и психологии в Университете Мичигана, где он также играл в футбол, пока не получил травму, положившую конец его карьере.
После колледжа Гай стал социальным работником, разбираясь с делами заключенных и их реабилитацией. Однако он бросил эту работу, по причине своей агрессивной натуры, не умея сдерживаться. После он стал учителем, преподавая детям-инвалидам.

### Корпус Зеленых Фонарей
Назначенный Зелёный Фонарь космического сектора 2814, пришелец по имени Абин Сур с планеты Унгара, совершил аварийное приземление на Землю. Смертельно раненый, он отдал приказ кольцу найти нового носителя. Кольцо нашло двух потенциальных преемников: Гай Гарднера и Хэла Джордана. Однако поскольку Джордан был ближе к месту аварии, Абин Сур выбрал именно его. Позже, в серии Booster Gold, было показано путешествие во времени Бустера в котором в результате действий Бустера Гай отправился навестить умирающего отца. В результате Гарднер оказался дальше от места кораблекрушения и стал вторым Зелёным Фонарем — «резервным» Джорданом.
Когда Джордан начал опасаться по поводу статуса Гарднера в качестве возможного подкрепления или замены, он решил встретиться с ним, и они стали друзьями. И хотя Гарднер поначалу относился наивно к тайне личности Джордана, он, в конце концов, помогал ему в течение многих приключений.
Во время землетрясения в Гарденера влетел автобус, когда он пытался спасти одного их своих студентов. Пока он проходил восстановительный курс, Хранители выбрали Джона Стюарта в качестве нового «запасного» Джордана.
Некоторое время спустя, в период, когда Гарднер выполнял свои обязанности резервного Зелёного Фонаря, силовая батарея Хэла Джордана (та, от которой заряжается кольцо), взорвалась из-за ущерба, причиненного Крамблером ей. В результате Гарденер был заточен в Фантомной Зоне. Джордан и Кэри Лимбо, подруга Гарднера, считали его погибшим и стали встречаться. Дело дошло даже до помолвки. Однако Гарднер нашел способ связаться с Лимбо телепатически. Затем, каким-то образом случай с автобусом, взрыв батареи и его пребывание в зоне, а также пытки, что он перенес в руках генерала Зода и других заключенных Фантомной Зоны повлияли на него. Когда его спасли, у Гая были диагностированы повреждения мозга и он впал в кому на несколько лет.
В течение масштабного кроссовера Кризис на Бесконечных Землях, Хранители Вселенной разделились на две части по поводу того, как встретить Кризис. Меньшинство — шесть Хранителей — сформировали своё собственное братство Контроллеров и отдали приказ Зелёным Фонарям атаковать силы анти-вселенной. По неизвестной причине мятежными Хранителями был оживлен Гарднер, и ему было выдано кольцо и не привязанное к Центральной Силовой Батарее на Оа и снабжен униформой, а также миссией. Его задачей было собирать и направлять самых могущественных преступников во вселенной, включая Акулу, Гектора Хаммонда, Сонара и многих других на схватку против Анти-Монитора.

## Силы и способности
До получения колец силы и активации его способностей вулдарианца, Гай обладал обычными человеческими способностями. Он был очень умный, образованный, профессионально играл в футбол, в результате чего повредил колено. Гарднер — второй из Фонарей, обладающих сразу зелёным, жёлтым и красным кольцом силы. Когда он находится под властью любого из этих колец, он становится крайне жестоким, сильным и коварным противником. По его словам, его сила воли настолько велика и неконтролируема, что даже кольцо не может сдержать её. Поэтому, когда Гай не использует кольцо, оно постоянно искрится и мигает. Когда Гай открыл свои способности вулдарианского воина, увеличилась его сила, выносливость, появились навыки владения тяжелым и грубым оружием, а также способность ускоренного заживления ран.

## Другие версии
- Гай также член Корпуса Морских Зеленых Фонарей в Superman: Red Son.
- В мультсериале «Зелёный Фонарь» Гай Гарднер вместе с Хэлом Джорданом  сражался с Охотниками на людей на Земле, позже появился в последних сериях сериала, возглавив атаку на этих же Охотников, так как его повысили до Почётного Стража.

Гай Гарднер в мультсериале «Бэтмен: Отважный и смелый»

- Гай нередко появляется в мультсериале «Бэтмен: Отважный и смелый».
- В комиксе «Tangent: Superman’s Reign» Гай Гарднер представлен как хакер, использующий кодовое имя «Детектив Шимп» (англ.  Detective Chimp — имя ещё одного персонажа DC Comics)
- В альтернативной временной линии кроссовера Flashpoint Гай Гарднер — бармен и владелец бара в Квинсленде.[13]
- В комиксе Green Lantern: Movie Prequel, выпущенных перед фильмом 2011 года, Гая Гарднера показывают в раздевалке, представляя его как одного из людей, которого кольцо могло выбрать.[14]
- В комиксе Injustice: Gods Among Us Гай Гарднер противостоит Супермену и его режиму, в результате его убивает Хэл Джордан

### «Вселенная DC»
Гарднер в исполнении Нейтана Филлиона появится в следующих проектах медиафраншизы «Вселенная DC»:
- Фильм «Супермен» (2025)[15];
- Второй сезон (2025) сериала «Миротворец»[16];
- Сериал «Фонари» (2026)[17][18].